# Donga (film)
Donga è un film del 1985 diretto da Kodanda Rami Reddy A..

## Trama
Phani è innamorato di Manju Latha, figlia di Kodandaramayya che, è in cerca di vendetta contro Kodandaramayya per aver ucciso suo padre.

## Distribuzione
Il film è uscito nelle sale cinematografiche indiane il 14 marzo 1985.